# 32 pr. n. št.
32 pr. n. št. je bilo po julijanskem koledarju navadno leto, ki se je začelo na ponedeljek ali torek, ali pa prestopno leto, ki se je začelo na nedeljo, ponedeljek ali torek (različni viri navajajo različne podatke). Po proleptičnem julijanskem koledarju je bilo navadno leto, ki se je začelo na ponedeljek.
V rimskem svetu je bilo znano kot prvo leto sokonzulstva Ahenobarba in Sosija, pa tudi kot leto 722 ab urbe condita.
Oznaka 32 pr. Kr. oz. 32 AC (Ante Christum, »pred Kristusom«), zdaj posodobljeno v 32 pr. n. št., se uporablja od srednjega veka, ko se je uveljavilo številčenje po sistemu Anno Domini.

## Dogodki
- Rimski senat razglasi vojno proti Marku Antoniju in Kleopatri VII.